# Yoncq
 Yoncq  es una población y comuna francesa, en la región de Champaña-Ardenas, departamento de Ardenas, en el distrito de Sedan y cantón de Mouzon.

## Demografía
| 163 | 161 | 145 | 126 | 112 | 86 |
| Para los censos de 1962 a 1999 la población legal corresponde a la población sin duplicidades (Fuente: INSEE [Consultar]) |     |     |     |     |    |